# Saison 1997-1998 de l'USM Blida
Maillots
Chronologie
Saison précédente Saison suivante
La saison 1997-1998 de l'Union sportive madinet de Blida est la 13e saison du club en première division du championnat d'Algérie. Le club prend part au championnat d'Algérie et à la Coupe d'Algérie.
Le championnat d'Algérie débute le 1er janvier 1998, avec la première journée de Division 1, pour se terminer le 29 juin 1998 avec la dernière journée de cette même compétition. L'USMB se classe huitième du championnat.

## Compétitions

### Championnat Groupe B

#### Rencontres
Le tableau ci-dessous retrace dans l'ordre chronologique les 14 rencontres officielles jouées par l'USM Blida durant la saison. Le club blidéen participe aux  14 journées du championnat, ainsi qu'à six rencontre de Coupe d'Algérie. Les buteurs sont accompagnés d'une indication entre parenthèses sur la minute de jeu où est marqué le but et, pour certaines réalisations, sur sa nature (penalty ou contre son camp . Le bilan général de la saison est de 1 victoires, 9 matchs nuls et 4 défaites.
| Date               | J           | Adversaire    | Lieu | Résultat | Buteurs pour l'USMB   | Entraîneur         | Références           |
| 1er janvier 1998   | 1re journée | ES Mostaganem | Dom. | 0-1      | -                     | Ighil et Echouf    | [ Rapport match 1 ]  |
| 8 janvier 1998     | 2e journée  | AS Aïn M'lila | Ext. | 0-0      | -                     | Ighil et Echouf    | [ Rapport match 2 ]  |
| 15 janvier 1998    | 3e journée  | USM Alger     | Dom. | 1-1      | Billel Harkas 53e     | Ighil et Echouf    | [ Rapport match 3 ]  |
| 22 janvier 1998    | 4e journée  | ES Sétif      | Ext. | 1-1      | Galloul 63e           | Ighil et Echouf    | [ Rapport match 4 ]  |
| 27 février 1998    | 5e journée  | MC Alger      | Dom. | 1-1      | Belatrèche 65e        | Ighil et Echouf    | [ Rapport match 5 ]  |
| 6 mars 1998        | 6e journée  | WA Boufarik   | Dom. | 1-1      | Zane 36e (pen.)       | Ighil et Echouf    | [ Rapport match 6 ]  |
| 30 mars 1998       | 7e journée  | JS Kabylie    | Ext. | 1-0      | -                     | Benturki et Echouf | [ Rapport match 7 ]  |
| 16 avril 1998      | 8e journée  | ES Mostaganem | Ext. | 4-1      | Mekhtiche 3e          | Benturki et Echouf | [ Rapport match 8 ]  |
| 24 avril 1998      | 9e journée  | AS Aïn M'lila | Dom. | 0-0      | -                     | Benturki et Echouf | [ Rapport match 9 ]  |
| 18 mai 1998 Retard | 10e journée | USM Alger     | Ext. | 1-1      | Zeghdoud 34e (csc)    | Benturki et Echouf | [ Rapport match 10 ] |
| 14 mai 1998        | 11e journée | ES Sétif      | Dom. | 0-0      | -                     | Benturki et Echouf | [ Rapport match 11 ] |
| 21 mai 1998        | 12e journée | MC Alger      | Ext. | 2-0      | -                     | Benturki et Echouf | [ Rapport match 12 ] |
| 28 mai 1998        | 13e journée | WA Boufarik   | Ext. | 0-0      | -                     | Benturki et Echouf | [ Rapport match 13 ] |
| 11 juin 1998       | 14e journée | JS Kabylie    | Dom. | 3-0*     | (1/1) but de Zane 16e | Benturki et Echouf | [ Rapport match 14 ] |

| Date         | J                 | Adversaire     | Lieu                          | Résultat | Buteurs pour l'USMB       | Entraîneur         | Références           |
| 18 juin 1998 | Matchs de Barrage | WA Boufarik    | Stade du 20-Août-1955 (Alger) | 2-0      | Khazrouni 8e, Mâameri 17e | Benturki et Echouf | [ Rapport match 15 ] |
| 22 juin 1998 | Matchs de Barrage | MO Constantine | Stade OPOW, Bejaia            | 0-1      | -                         | Benturki et Echouf | [ Rapport match 16 ] |

#### Classement Final: Groupe B
| Rang | Équipe          | Pts | J  | G | N | P | Bp | Bc | Diff |
| ---- | --------------- | --- | -- | - | - | - | -- | -- | ---- |
| 1    | USM Alger       | 25  | 14 | 6 | 7 | 1 | 16 | 10 | +6   |
| 2    | JS Kabylie      | 22  | 14 | 6 | 4 | 4 | 14 | 11 | +3   |
| 3    | ES Mostaganem P | 21  | 14 | 6 | 3 | 5 | 20 | 16 | +4   |
| 4    | ES Sétif P      | 18  | 14 | 4 | 6 | 4 | 15 | 15 | 0    |
| 5    | MC Alger L      | 16  | 14 | 3 | 7 | 4 | 8  | 11 | -3   |
| 6    | AS Aïn M'lila   | 15  | 14 | 2 | 9 | 3 | 8  | 11 | -3   |
| 7    | WA Boufarik     | 12  | 14 | 1 | 9 | 4 | 11 | 12 | -1   |
| 8    | USM Blida P     | 12  | 14 | 1 | 9 | 4 | 9  | 13 | -4   |

Résultat
- Qualifié pour la finale du championnat

Relégation
- Pas de relégation

Abréviations
P : Promus de Division 2

L : Vainqueur de la Coupe de la Ligue 1997-1998
- NB: à la fin de la saison sans relégation a eu lieu comme le premier niveau a été réorganisé en 2 groupes de 14 équipes chacune pour 1998/99; les 16 équipes est resté au plus haut niveau et les 4 haut de trois deuxième division groupes ont gagné la promotion. Le fond de cette décision est que pour la saison 1999/2000, le FA algérien va commencer une nouvelle, professionnelle division, et ils voulaient un large éventail de clubs d'avoir la chance de devenir membres de celui-ci.

### Coupe d'Algérie
| Date               | T.             | Adversaire        | Lieu | Résultat         | Buteurs pour l'USMB |
| Lundi 16 mars 1998 | 1/32 de finale | NB Boussmail (D3) | Ext. | 0 - 2            | ? , ?               |
| Jeudi 26 mars 1998 | 1/16 de finale | E Collo           | Ext. | 0 - 0ap (4-3tab) | -                   |

### Coupe de la Ligue

#### Rencontres
| Date             | T.                             | Adversaire          | Lieu                             | Résultat | Buteurs pour l'USMB                            | Références |
| 1er octobre 1997 | Première tour (1/32 de finale) | RC Arba             | Stade des Frères-Brakni, (Blida) | 6 - 1    | Zouani (x2), Chambit (x2), Benameur , Bessaoud |            |
| 6 octobre 1997   | Deuxième tour (1/16 de finale) | WA Mostaganem       | Stade des Frères-Brakni, (Blida) | 1 - 0    | Zouani                                         |            |
| 9 octobre 1997   | Troisième tour (1/8 de finale) | E. Sour El Ghozlane | Stade des Frères-Brakni, (Blida) | 1 - 0    | ?                                              |            |
| 16 octobre 1997  | Quarts de finale               | USM Alger           | Stade des Frères-Brakni, (Blida) | 1 - 0    | Zouani 62e                                     |            |
| 27 octobre 1997  | Demi-finales                   | CA Batna            | Stade Mustapha-Sefouhi, Batna    | 0 - 1    |                                                |            |

## Effectif

### Statistiques individuelles
|  | G |  | Mohamed Haniched   | 3  | 0 | 2 | 0 | 0 | 0 | 0 | 0 |  | 0 |  |  |  |  |
|  | G |  | Benrabah           | 9  | 0 | 0 | 0 | 0 | 0 | 0 | 0 |  | 0 |  |  |  |  |
|  | G |  | Hassen Sassane     | 6  | 0 | 0 | 0 | 0 | 0 | 0 | 0 |  | 0 |  |  |  |  |
|  | G |  | Amallal            | 0  | 0 | 0 | 0 | 0 | 0 | 0 | 0 |  | 0 |  |  |  |  |
|  |   |  |                    |    |   |   |   |   |   |   |   |  |   |  |  |  |  |
|  | D |  | Abdennour Krebazza | 11 | 0 | 2 | 0 | 0 | 0 | 0 | 0 |  | 0 |  |  |  |  |
|  | D |  | Salim Drali        | 6  | 0 | 1 | 0 | 0 | 0 | 0 | 0 |  | 0 |  |  |  |  |
|  | D |  | Nadhir Bakhta      | 13 | 0 | 2 | 0 | 0 | 0 | 0 | 0 |  | 0 |  |  |  |  |
|  | D |  | Hakim Zane         | 13 | 0 | 2 | 0 | 0 | 0 | 0 | 0 |  | 0 |  |  |  |  |
|  | D |  | Mohamed Khazrouni  | 10 | 0 | 2 | 0 | 0 | 0 | 0 | 0 |  | 0 |  |  |  |  |
|  | D |  | Samir Galloul      | 12 | 0 | 0 | 0 | 0 | 0 | 0 | 0 |  | 0 |  |  |  |  |
|  | D |  | Bessaoud           | 11 | 0 | 1 | 0 | 0 | 0 | 0 | 0 |  | 0 |  |  |  |  |
|  | D |  | Maâmeri            | 0  | 0 | 0 | 0 | 0 | 0 | 0 | 0 |  | 0 |  |  |  |  |
|  |   |  |                    |    |   |   |   |   |   |   |   |  |   |  |  |  |  |
|  | M |  | Benamour           | 10 | 0 | 2 | 0 | 0 | 0 | 0 | 0 |  | 0 |  |  |  |  |
|  | M |  | Belatrèche         | 6  | 0 | 1 | 0 | 0 | 0 | 0 | 0 |  | 0 |  |  |  |  |
|  | M |  | Mourad Hamiti      | 9  | 0 | 0 | 0 | 0 | 0 | 0 | 0 |  | 0 |  |  |  |  |
|  | M |  | Billel Harkas      | 12 | 0 | 2 | 0 | 0 | 0 | 0 | 0 |  | 0 |  |  |  |  |
|  | M |  | Medjahed           | 14 | 0 | 2 | 0 | 0 | 0 | 0 | 0 |  | 0 |  |  |  |  |
|  |   |  |                    |    |   |   |   |   |   |   |   |  |   |  |  |  |  |
|  | A |  | Mustapha Chambit   | 9  | 0 | 2 | 0 | 0 | 0 | 0 | 0 |  | 0 |  |  |  |  |
|  | A |  | Mekhtiche          | 13 | 0 | 2 | 0 | 0 | 0 | 0 | 0 |  | 0 |  |  |  |  |
|  | A |  | Billal Zouani      | 13 | 0 | 2 | 0 | 0 | 0 | 0 | 0 |  | 0 |  |  |  |  |
|  | A |  | Mahmoudi           | 8  | 0 | 2 | 0 | 0 | 0 | 0 | 0 |  | 0 |  |  |  |  |

## Meilleurs buteurs
| N° | Pos. | Nat. | Nom                 | Division Nationale | Coupe d'Algérie | Coupe de la Ligue | Playoff | Total |  |  |  |               |   |   |   |  |   |
| -- | ---- | ---- | ------------------- | ------------------ | --------------- | ----------------- | ------- | ----- |  |  |  | ------------- | - | - | - |  | - |
| N° | Pos. | Nat. | Nom                 | Division Nationale | Coupe d'Algérie | Coupe de la Ligue | Playoff | Total |  |  |  | Billal Zouani | 0 | ? | 3 |  | 3 |
|    |      |      | Mustapha Chambit    | -                  | ?               | 2                 |         | 2     |  |  |  |               |   |   |   |  |   |
|    |      |      | Benamour            | 1                  | ?               | 1                 |         | 2     |  |  |  |               |   |   |   |  |   |
|    |      |      | Hakim Zane          | 1                  | ?               |                   |         | 1     |  |  |  |               |   |   |   |  |   |
|    |      |      | Billel Harkas       | 1                  | ?               |                   |         | 1     |  |  |  |               |   |   |   |  |   |
|    |      |      | Samir Galloul       | 1                  | ?               |                   |         | 1     |  |  |  |               |   |   |   |  |   |
|    |      |      | Abdennour Mekhtiche | 1                  | ?               |                   |         | 1     |  |  |  |               |   |   |   |  |   |
|    |      |      | Mohamed Khazrouni   | -                  | ?               |                   | 1       | 1     |  |  |  |               |   |   |   |  |   |
|    |      |      | Mâameri             | -                  | ?               |                   | 1       | 1     |  |  |  |               |   |   |   |  |   |
|    |      |      | Bessaoud            | 0                  | ?               | 1                 |         | 1     |  |  |  |               |   |   |   |  |   |
|    |      |      | csc                 | 1                  | -               |                   |         | 1     |  |  |  |               |   |   |   |  |   |
|    |      |      | Forfait             | 3                  | -               |                   |         | 3     |  |  |  |               |   |   |   |  |   |
|    |      |      | Total               | 9                  | 2               | 8                 | 2       | 21    |  |  |  |               |   |   |   |  |   |